# Miyakojima-ku
Miyakojima (都島区, Miyakojima-ku) est un des vingt-quatre arrondissements d'Osaka, au Japon. Il se trouve au nord-est de la ville.

## Histoire
Le département de Miyakojima-ku a été créé en avril 1943. Son territoire faisait auparavant partie des arrondissements de Kita et Asahi.

## Géographie
Au sud du département, la vie est centrée sur la gare de Kyobashi et ses magasins environnants, tandis que le nord est surtout résidentiel.
L'arrondissement est délimité au nord-ouest par le fleuve Yodo, à l'ouest par l'Ōkawa et au sud par la Neya-gawa. Le long de l'Ōkawa se trouve le parc Sakuranomiya, riche en cerisiers, une des zones vertes les plus populaires d'Osaka pendant la période du hanami.

## Personnes célèbres nées dans l'arrondissement
- Yosa Buson (1716-1783), écrivain
- Kajiwara Yūta, comédien
- Shizuki Asato, chanteur
- Yoichiro Kakitani (1990-), footballeur